# Hexatoma (Eriocera) vittinervis
Hexatoma (Eriocera) vittinervis is een tweevleugelige uit de familie steltmuggen (Limoniidae). De soort komt voor in het Neotropisch gebied.